# Cristiano I di Sassonia-Merseburg
Cristiano di Sassonia-Merseburg (Dresda, 27 ottobre 1615 – Merseburg, 18 ottobre 1691) fu duca di Sassonia-Merseburg dal 1657 fino alla morte nel 1691.

## Biografia
Era figlio di Giovanni Giorgio I di Sassonia e della seconda moglie Maddalena Sibilla di Hohenzollern.
Fu il quarto figlio maschio del duca. I fratelli maggiori che raggiunsero l'età adulta furono Giovanni Giorgio, divenuto poi Elettore di Sassonia, e Augusto, duca di Sassonia-Weissenfels.
Nel 1650 suo padre gli conferì l'amministrazione della Diocesi di Merseburg, che era stato confiscato dopo la Riforma.
In un testamento datato 20 luglio 1652, l'Elettore Giovanni Giorgio I dispose di dividere le terre della Sassonia. A Cristiano venne così permesso di trasferirsi con la moglie e i figli a Merseburg il 30 settembre 1653 per dare vita ad un nuovo ramo della dinastia Wettin.
Prese formalmente possesso delle sue terre il 22 aprile 1657, pochi mesi dopo il funerale di suo padre avvenuto il 27 gennaio di quello stesso anno.
Secondo la volontà di Giovanni Giorgio I, Cristiano ricevette oltre a Merseburg le città di Bad Lauchstädt, Schkeuditz, Lützen, e Zwenkauand con i loro castelli, i comuni di Brehna, Zörbig e Finsterwalde e il Marchesato di Niederlausitz, comprendente i comuni e i castelli di Lübben, Dobrilugk, Finsterwalde, Guben, Luckau, Calau e Spremberg.
Quando la Casa di Biberstein si estinse il 9 gennaio 1668, Cristiano divenne anche signore di Forst, con tutti i suoi castelli e borghi, tra cui Döbern che faceva invece parte dell'elettorato di Sassonia. Ciò creò controversie con il fratello maggiore Giovanni Giorgio II. L'11 agosto i fratelli si divisero formalmente i nuovi territori: le città di Delitzsch e Bitterfeld (che Cristiano aveva ricevuto nel 1660), più Zörbig vennero restituiti all'elettore di Sassonia. Tuttavia, Zörbig venne poi restituita a Cristiano nel 1681.
Giovanni Giorgio II si trovava infatti frustrato dal fatto che suo padre non lo avesse favorito in quanto primogenito ma che anzi avesse diviso le sue terre tra tutti i suoi figli maschi. Trascorse quindi la sua vita a cercare di recuperare quante più terre possibili. Lo stesso intento appartenne a Giovanni Giorgio III, primogenito di Giovanni Giorgio II, che annullò tutti i precedenti accordi con zii e cugini siglati dal padre nel 1680. I restanti anni di regno di Cristiano trascorsero dunque nel costante pericolo di un conflitto militare con il nipote.
Il 25 novembre 1659 Cristiano diede la sua approvazione al conte Erdmann Leopold di Promnitz di proteggere alcuni rifugiati protestanti provenienti dalla Slesia ospitandoli a Neudorf.
Nel 1655 Cristiano venne accolto nella Società dei Carpofori.

## Matrimonio e discendenza
Sposò a Dresda il 19 novembre 1650 Cristiana di Schleswig-Holstein-Sonderburg-Glücksburg da cui ebbe undici figli:
- Maddalena Sofia (Dresda, 19 ottobre 1651-Merseburg, 29 marzo 1675).
- Giovanni Giorgio (Merseburg, 4 dicembre 1652 - Merseburg, 3 gennaio 1654).
- Cristiano (Merseburg, 19 novembre 1653 - Merseburg, 20 ottobre 1694).
- Augusto (Merseburg, 15 febbraio 1655 - Zörbig, 27 marzo 1715).
- Un figlio (Merseburg, 1º febbraio 1656).
- Filippo (Merseburg, 26 ottobre 1657-Fleurus, 1º luglio 1690).
- Cristiana (Merseburg, 1º giugno 1659 - Eisenberg, 13 marzo 1679), che sposò Cristiano di Sassonia-Eisenberg.
- Sofia Edvige (Merseburg, 4 agosto 1660 - Saalfeld, 2 agosto 1686), sposò Giovanni Ernesto di Sassonia-Coburgo-Saalfeld.
- Enrico (Merseburg, 2 settembre 1661 - Doberlug, 28 luglio 1738).
- Maurizio (Merseburg, 29 ottobre 1662 - Merseburg, 21 aprile 1664).
- Sibilla Maria (Merseburg, 28 ottobre 1667 - Bernstadt, 9 ottobre 1693), sposò Cristiano Ulrico I di Württemberg-Oels.

## Ascendenza
|                                     |                      |                                   | Genitori                       |  |  | Nonni |  |  | Bisnonni              |  |  | Trisnonni             |  |
|                                     |                      |                                   |                                |  |  |       |  |  | Augusto I di Sassonia |  |  | Enrico IV di Sassonia |  |
|                                     |                      |                                   |                                |  |  |       |  |  | Augusto I di Sassonia |  |  | Enrico IV di Sassonia |  |
|                                     |                      | Caterina di Meclemburgo-Schwerin  |                                |  |  |       |  |  | Augusto I di Sassonia |  |  |                       |  |
| Cristiano I di Sassonia             |                      |                                   |                                |  |  |       |  |  | Augusto I di Sassonia |  |  |                       |  |
|                                     |                      | Anna di Danimarca                 | Cristiano III di Danimarca     |  |  |       |  |  |                       |  |  |                       |  |
|                                     |                      | Anna di Danimarca                 | Cristiano III di Danimarca     |  |  |       |  |  |                       |  |  |                       |  |
|                                     |                      | Anna di Danimarca                 | Dorotea di Sassonia-Lauenburg  |  |  |       |  |  |                       |  |  |                       |  |
| Giovanni Giorgio I di Sassonia      |                      | Anna di Danimarca                 |                                |  |  |       |  |  |                       |  |  |                       |  |
|                                     |                      | Giovanni Giorgio di Brandeburgo   | Gioacchino II di Brandeburgo   |  |  |       |  |  |                       |  |  |                       |  |
|                                     |                      | Giovanni Giorgio di Brandeburgo   | Gioacchino II di Brandeburgo   |  |  |       |  |  |                       |  |  |                       |  |
|                                     |                      | Giovanni Giorgio di Brandeburgo   | Maddalena di Sassonia          |  |  |       |  |  |                       |  |  |                       |  |
| Sofia di Brandeburgo                |                      | Giovanni Giorgio di Brandeburgo   |                                |  |  |       |  |  |                       |  |  |                       |  |
|                                     |                      | Sabina di Brandeburgo-Ansbach     | Giorgio di Brandeburgo-Ansbach |  |  |       |  |  |                       |  |  |                       |  |
|                                     |                      | Sabina di Brandeburgo-Ansbach     | Giorgio di Brandeburgo-Ansbach |  |  |       |  |  |                       |  |  |                       |  |
|                                     |                      | Sabina di Brandeburgo-Ansbach     | Edvige di Münsterberg-Oels     |  |  |       |  |  |                       |  |  |                       |  |
| Cristiano I di Sassonia-Merseburg   |                      | Sabina di Brandeburgo-Ansbach     |                                |  |  |       |  |  |                       |  |  |                       |  |
|                                     | Alberto I di Prussia | Federico I di Brandeburgo-Ansbach |                                |  |  |       |  |  |                       |  |  |                       |  |
|                                     | Alberto I di Prussia | Federico I di Brandeburgo-Ansbach |                                |  |  |       |  |  |                       |  |  |                       |  |
|                                     | Alberto I di Prussia | Sofia di Polonia                  |                                |  |  |       |  |  |                       |  |  |                       |  |
| Alberto Federico di Prussia         | Alberto I di Prussia |                                   |                                |  |  |       |  |  |                       |  |  |                       |  |
|                                     |                      | Anna Maria di Brunswick-Lüneburg  | Eric I di Brunswick-Lüneburg   |  |  |       |  |  |                       |  |  |                       |  |
|                                     |                      | Anna Maria di Brunswick-Lüneburg  | Eric I di Brunswick-Lüneburg   |  |  |       |  |  |                       |  |  |                       |  |
|                                     |                      | Anna Maria di Brunswick-Lüneburg  | Elisabetta di Brandeburgo      |  |  |       |  |  |                       |  |  |                       |  |
| Maddalena Sibilla di Prussia        |                      | Anna Maria di Brunswick-Lüneburg  |                                |  |  |       |  |  |                       |  |  |                       |  |
|                                     |                      | Guglielmo di Jülich-Kleve-Berg    | Giovanni III di Kleve          |  |  |       |  |  |                       |  |  |                       |  |
|                                     |                      | Guglielmo di Jülich-Kleve-Berg    | Giovanni III di Kleve          |  |  |       |  |  |                       |  |  |                       |  |
|                                     |                      | Guglielmo di Jülich-Kleve-Berg    | Maria di Jülich-Berg           |  |  |       |  |  |                       |  |  |                       |  |
| Maria Eleonora di Jülich-Kleve-Berg |                      | Guglielmo di Jülich-Kleve-Berg    |                                |  |  |       |  |  |                       |  |  |                       |  |
|                                     |                      | Maria d'Austria                   | Ferdinando I d'Asburgo         |  |  |       |  |  |                       |  |  |                       |  |
|                                     |                      | Maria d'Austria                   | Ferdinando I d'Asburgo         |  |  |       |  |  |                       |  |  |                       |  |
|                                     |                      | Maria d'Austria                   | Anna Jagellone                 |  |  |       |  |  |                       |  |  |                       |  |
|                                     |                      | Maria d'Austria                   |                                |  |  |       |  |  |                       |  |  |                       |  |